# Ideopsis lesora
Ideopsis lesora är en fjärilsart som beskrevs av Hans Fruhstorfer 1910. Ideopsis lesora ingår i släktet Ideopsis och familjen praktfjärilar. Inga underarter finns listade i Catalogue of Life.